# Championnat de Roumanie de football 1991-1992
Navigation
Saison précédente Saison suivante
La saison 1991-1992 du Championnat de Roumanie de football était la 74e édition de la première division roumaine. Le championnat rassemble les 18 meilleures équipes du pays au sein d'une poule unique, où chaque club rencontre tous ses adversaires 2 fois, à domicile et à l'extérieur.
C'est le club du Dinamo Bucarest qui termine en tête du championnat et remporte le 14e titre de champion de Roumanie de son histoire.

## Les 18 clubs participants
| - Dinamo Bucarest - Politehnica Timisoara - FC Arges Pitesti - Steaua Bucarest - Dacia Unirea Braila (anc. FCM Progresul Braila) - Sportul Studentesc Bucarest - Farul Constanta - Universitatea Craiova - ASA Târgu Mureș - Promu de Divizia B | - FC Brasov - FC Inter Sibiu - Gloria Bistrita - FC Bacau - Otelul Galati - Promu de Divizia B - FC Corvinul Hunedoara - FC Rapid Bucarest - FC Ploiesti (anc. FC Petrolul Ploiesti) - Electroputere Craiova - Promu de Divizia B |

## Compétition

### Classement
Le classement est établi en utilisant le bareme suivant :
- Victoire : 2 points
- Match nul : 1 point
- Défaite, forfait ou abandon : 0 point

| Rang | Équipe                      | Pts | J  | G  | N  | P  | Bp | Bc | Diff |
| ---- | --------------------------- | --- | -- | -- | -- | -- | -- | -- | ---- |
| 1    | Dinamo Bucarest             | 55  | 34 | 21 | 13 | 0  | 76 | 23 | +53  |
| 2    | Steaua Bucarest (C)         | 48  | 34 | 20 | 8  | 6  | 68 | 31 | +37  |
| 3    | Electroputere Craiova (P)   | 39  | 34 | 16 | 7  | 11 | 43 | 28 | +15  |
| 4    | Universitatea Craiova (T)   | 39  | 34 | 14 | 11 | 9  | 38 | 28 | +10  |
| 5    | Politehnica Timișoara       | 39  | 34 | 15 | 9  | 10 | 36 | 34 | +2   |
| 6    | Dacia Unirea Braila         | 35  | 34 | 14 | 7  | 13 | 39 | 37 | +2   |
| 7    | FC Rapid Bucarest           | 35  | 34 | 13 | 9  | 12 | 34 | 37 | -3   |
| 8    | Otelul Galati (P)           | 35  | 34 | 15 | 5  | 14 | 38 | 46 | -8   |
| 9    | FC Brasov                   | 34  | 34 | 13 | 8  | 13 | 53 | 49 | +4   |
| 10   | FC Ploiesti                 | 34  | 34 | 14 | 6  | 14 | 37 | 49 | -12  |
| 11   | Gloria Bistrița             | 33  | 34 | 13 | 7  | 14 | 46 | 40 | +6   |
| 12   | FC Inter Sibiu              | 33  | 34 | 13 | 7  | 14 | 42 | 43 | -1   |
| 13   | Farul Constanța             | 32  | 34 | 14 | 4  | 16 | 40 | 43 | -3   |
| 14   | FC Bacau                    | 29  | 34 | 11 | 7  | 16 | 32 | 54 | -22  |
| 15   | Sportul Studentesc Bucarest | 28  | 34 | 10 | 8  | 16 | 37 | 47 | -10  |
| 16   | FC Argeș Pitești            | 24  | 34 | 8  | 8  | 18 | 38 | 52 | -14  |
| 17   | ASA Târgu Mureș (P)         | 21  | 34 | 8  | 5  | 21 | 31 | 55 | -24  |
| 18   | FC Corvinul Hunedoara       | 19  | 34 | 6  | 7  | 21 | 35 | 67 | -32  |

|  | Qualifié pour la Ligue des clubs champions 1992-1993 |
|  | Qualifié pour la Coupe des Coupes 1992-1993          |
|  | Qualifié pour la Coupe UEFA 1992-1993                |
|  | Relégation en Divizia B                              |

## Bilan de la saison
| Tableau d'Honneur                   |                 |
| Compétition                         | Vainqueur       |
| Championnat de Roumanie de football | Dinamo Bucarest |
| Coupe de Roumanie de football       | Steaua Bucarest |

| Qualifications européennes          |                                                                   |
| Compétition                         | Qualifié                                                          |
| Ligue des clubs champions 1992-1993 | Dinamo Bucarest                                                   |
| Coupe des Coupes 1992-1993          | Steaua Bucarest                                                   |
| Coupe UEFA 1992-1993                | Electroputere Craiova Universitatea Craiova Politehnica Timisoara |

| Promotions et relégations |                                                        |
| Promus en Divizia A       | FC Progresul Bucarest FCM Resita Universitatea Cluj    |
| Relégués en Divizia B     | FC Arges Pitesti ASA Târgu Mureș FC Corvinul Hunedoara |